# Philippe Eberhardt
Philippe Albert Eberhardt, né le 24 mai 1874 à Paris et décédé le 20 février 1942  est un botaniste français. Il partit avec sa femme Gabrielle en expédition en Indochine française, où il fut précepteur de l'empereur du protectorat français de l'Annam, Duy Tân, un temps remplacé par Léonard Aurousseau.

## Biographie
Il est né le 24 mai 1874 à Paris.
Il est docteur ès Sciences naturelles, préparateur au Laboratoire de botanique de la Sorbonne (en 1903), Chef du service des Affaires économiques au gouvernement général de l'Indochine et directeur de l'Institut et du jardin botanique de Besançon.

## Œuvres
- Philippe Eberhardt, La badiane et sa culture en Indo-Chine, Paris, Augustin Challamel, 1907, 31 p. (BNF 40919946, lire en ligne)
- Philippe Eberhardt et Marcel Dubard (es), L'Arbre à caoutchouc du Tonkin et du Nord-Annam ("Bleekrodea tonkinensis", Dub. et Eber.), Paris, A. Challamel, 1910, 55 p. (BNF 30393256, lire en ligne)
- Philippe Eberhardt, Le Sésame de l'Extrême-Orient ("sesamum indicum" D.C.), Paris, A. Challamel, 1911, 67 p. (BNF 32067830, lire en ligne)
- Guide de l'Annam, 1914
  - Compte rendu : Henri Parmentier, « P. Eberhardt : Guide de l'Annam. », Bulletin de l'École française d'Extrême-Orient, t. 15,‎ 1915, p. 1-4 (lire en ligne)
- Philippe Eberhardt, Les Plantes médicinales et leurs propriétés, Paris, Paul Lechevalier, 1927 (BNF 32067825, lire en ligne)
- Marcel Dubard et Philippe Eberhardt, Le Ricin : botanique, culture, industrie et commerce, Paris, A. Challamel, 1902, 88 p. (BNF 30393258, lire en ligne) (3e édition 1931)
  - Compte rendu : 1re édition L. Raveneau, « 161. — DUBARD (MARCEL) et EBERHARDT (PHILIPPE). Le Ricin : Botanique, Culture, Industrie et Commerce. (Bibliothèque d'agriculture coloniale.) [Extr. de L'Agriculture 'pratique des pays chauds, I, 1901-1902, p. 313-326, 493-520, 616-G35, 729-751.] Paris, A. Challamel, 1902. In-8, [îv] + 88 p., 14 fi g. dont phot. 3 fr. 50. », Annales de Géographie, t. 12, no 65, XII° Bibliographie Géographique Annuelle,‎ 1902. 1903, p. 56 (lire en ligne)
  - Compte rendu : 3e édition J. Trochain, « 4294. Eberhardt (Ph.). — Le Ricin. Botanique, culture, industrie et commerce. 3e éd., 1 vol., 135 p., 30 fig. Soc. Ed. géographiques, Maritimes et Coloniales, Paris, 1931. », Revue de botanique appliquée et d'agriculture coloniale, vol. 11, no 119,‎ juillet 1931, p. 600-601 (lire en ligne)

### Notices d'autorité
- VIAF
- ISNI
- BnF (données)
- IdRef
- CiNii
- Pays-Bas
- NUKAT
- Australie